# بورصة الصين للعقود المالية الآجلة
بورصة الصين للعقود الآجلة (CFFEX) ، هي بورصة آجلة تأسست في شنغهاي في 8 سبتمبر 2006 - بموافقة مجلس الدولة وبتفويض من هيئة تنظيم الأوراق المالية الصينية (CSRC). وهو مشروع مشترك بين بورصة تشنغتشو للسلع الأساسية ، وداليان للسلع الأساسية ، وبورصة شنغهاي للأوراق المالية ، وبورصة شنتشن للأوراق المالية ، وبورصة شنغهاي الآجلة .
وفقًا لمبدأ نقطة الانطلاق الأعلى والمعايير الأعلى ، قامت بإنشاء سوق إلكترونية تتبع اتجاه التنمية العالمية. كما أن لديها نظام مقاصة فريد متعدد المستويات للأعضاء ، وسياسة صارمة لإدارة المخاطر وهيكل تنظيمي مثل الشركة لتحسين قوتها التنافسية وإمكاناتها الإنمائية.
في أوائل عام 2008 ، أطلقت مؤشر CSI 300 للعقود الآجلة ، وهو أول عقد من عقودها . في وقت لاحق ، قدمت العقود الآجلة للسندات الحكومية. يوجد في البورصة خطط لمشتقات مالية أخرى مثل العقود الآجلة للمؤشر وخيارات المؤشر وعقود العملات الآجلة. أطلقت أول منتج لها عن طريق إجراء اختبار أنظمة التداول وتشغيل سلسلة من البرامج لتثقيف المستثمرين حول المخاطر.

## روابط خارجية
- بورصة الصين للعقود المالية - الموقع الرسمي